# Geek Toys
Geek Toys, Inc. (яп. 株式会社ギークトイズ, Kabushiki-gaisha Gīku Toizu) — японська анімаційна студія, розташована в районі Накано, Токіо.

## Історія
Студія була заснована в районі Південний Коенджі, Токіо, у жовтні 2017 року Тамоцу Косано як дочірня компанія японської медіакорпорації Geek Pictures, перш ніж у лютому 2020 року переїхала до району Накано, Токіо.
3 липня 2023 року Geek Toys оголосила, що 1 липня того ж року об'єдналася зі своєю материнською компанією Geek Pictures, яка залишилася єдиною компанією, успадкувавши бізнес, права та зобов'язання Geek Toys.

## Праця

### Телесеріали
| Назва                                                                        | Режисер(и)                 | Початок випуску | Кінець випуску  | Еп  | Нотатки                                                                      | Прм    |
| ---------------------------------------------------------------------------- | -------------------------- | --------------- | --------------- | --- | ---------------------------------------------------------------------------- | ------ |
| RErideD: Derrida, who leaps through time                                     | Такуя Сато                 | 3 жовтня 2018   | 19 грудня 2018  | 12  | Оригінальна робота                                                           | [ 4 ]  |
| Hensuki                                                                      | Іцукі Імадзакі             | 8 липня 2019    | 23 вересня 2019 | 12  | Адаптація з ранобе написаного Томо Ханама.                                   | [ 5 ]  |
| Plunderer                                                                    | Хіроюкі Канде              | 8 січня 2020    | 24 червня 2020  | 24  | Адаптація з манґи написаної Сую Міназукі.                                    | [ 6 ]  |
| Fantasia Sango - Realm of Legends                                            | Шунсуке Мачітані           | 11 січня 2022   | 29 березня 2022 | 12  | Адаптація серії відеоігор Fantasia Sango від UserJoy Technology.             | [ 7 ]  |
| Date A Live IV                                                               | Джун Накаґава              | 8 квітня 2022   | 24 червня 2022  | 12  | продовження Date A Live III.                                                 | [ 8 ]  |
| Ningen Fushin: Adventurers Who Don't Believe in Humanity Will Save the World | Іцукі Імадзакі             | 10 січня 2023   | 28 березня 2023 | 12  | Адаптація з ранобе написаного Шінта Фудзі.                                   | [ 9 ]  |
| Dead Mount Death Play                                                        | Манабу Оно Йошіхіро Сацума | 11 квітня 2023  | 26 грудня 2023  | 24  | Адаптація з манґи написаної Рьохго Наріта.                                   | [ 10 ] |
| Liar, Liar                                                                   | Сатору Оно Наокі Мацура    | 8 липня 2023    | 23 вересня 2023 | 12  | Адаптація з ранобе написаного Харукі Куо.                                    | [ 11 ] |
| Migi & Dali                                                                  | Mankyū                     | 2 жовтня 2023   | 25 грудня 2023  | 13  | Адаптація з манґи написаної Намі Сано. співпраця з CompTown.                 | [ 12 ] |
| Date A Live V                                                                | Джун Накаґава              | 10 квітня 2024  | 26 червня 2024  | 12  | продовження Date A Live IV.                                                  | [ 13 ] |
| Headhunted to Another World: From Salaryman to Big Four!                     | Мічіо Фукуда               | 1 січня 2025    | TBA             | TBA | Адаптація з манґи написаної Benigashira and Muramitsu. Співпраця з CompTown. | [ 14 ] |

### Фільми
| Назва                             | Режисер(и)    | Дата випуску      | Нотатки                                                                         | Прм    |
| --------------------------------- | ------------- | ----------------- | ------------------------------------------------------------------------------- | ------ |
| Date A Bullet: Dead or Bullet     | Джун Накагава | 14 серпня 2020    | Адаптація серії ранобе Юітіро Хігашіде та Коші Татібани. Спін-офф Date A Live . | [ 15 ] |
| Date A Bullet: Nightmare or Queen | Джун Накагава | 13 листопада 2020 | Продовження Date A Bullet: Dead or Bullet .                                     | [ 16 ] |